# Jourdanton
La ville de Jourdanton (en anglais [ˈdʒɜːrdəntən]) est le siège du comté d'Atascosa, dans l’État du Texas, aux États-Unis. Lors du recensement de 2010, elle comptait 3 871 habitants.

## Source
- (en) Cet article est partiellement ou en totalité issu de l’article de Wikipédia en anglais intitulé « Jourdanton, Texas » (voir la liste des auteurs).